# Демонічне прокляття Абізу
«Демонічне прокляття Абізу» (англ. The Offering, дос. «жертвоприношення») — американський фільм жахів 2022 року, знятий режисером Олівером Парком за сценарієм Генка Гоффмана на основі оповіданням Гоффмана та Джонатана Юнгера, заснованого на єврейській народній казці про демона Абізу. У головних ролях знялися Нік Блад, Емілі Вайзман, Аллан Кордюнер, Пол Кей, Деніел Бен Зеноу та Джоді Джейкобс.
За сюжетом фільму головні герої опиняються в єврейській громаді хасидів, де стикаються зі злим демоном юдейської міфології, жертвами якого є вагітні жінки та немовлята.

## Акторський склад
| Актор               | Роль           |
| ------------------- | -------------- |
| Нік Блад            | Артур          |
| Емілі Вайзман       | Клер           |
| Аллан Кордюнер      | Саул           |
| Пол Кей             | Хейміш         |
| Даніел Бен Зеноу    | Реб Хаїм       |
| Джоді Джейкобс      | Чана           |
| Софія Велдон        | Сара Шейндал   |
| Антон Трендафілов   | Йосіль         |
| Велізар Бінев       | Мойша          |
| Меглена Караламбова | Аїда           |
| Джонатан Юнге       | Леві Сігельман |

## Виробництво
Повідомлення про майбутній повнометражний режисерський дебют Олівера Парка з'явилися в червні 2020 року. Зйомки фільму під робочою назвою «Абізу» розпочалися в Болгарії 25 січня 2021 року на кіностудії Nu Boyana Film Studios, у розпал пандемії COVID-19. Фільм випущений компанією Decal 13 січня 2023 року.

## Сприйняття
На вебсайті агрегатора рецензій Rotten Tomatoes рейтинг схвалення фільму становить 79 % на основі 42 рецензій. На Metacritic фільм отримав середньозважену оцінку 60 зі 100 на основі думки 7 критиків, що вказує на «змішані або середні відгуки».